# Ловіште
Ло́віште (хорв. Lovište) — населений пункт на південному сході Хорватії, у Дубровницько-Неретванській жупанії, невеличкий морський порт. Розташований на західному кінці півострова Пелєшаць, у мальовничій бухті на узбережжі Адріатичного моря. Населення становить 244 людини.

## Історія та сьогодення
Селище було засновано в 1885 році. Назва в перекладі з хорватської означає «мисливське угіддя, район полювання». Старожили звуть його «Ловішчє» (хорв. Lovišće). Офіційна форма «Ловіште» виникла внаслідок приведення назви до стандартів мови.
Незважаючи на невеликий розмір, останнім часом притягує чимало туристів, які віддають перевагу відлюдному, затишному характеру місцевості і спокійному відпочинку.

## Географія
Територія Ловішта відносно решти території півострова майже не має узвиш. Пагорби не перевищують 200 м над рівнем моря, а схили пологі. Завдяки географічному положенню і характерові місцевості в межах селища опади є рідкістю, а кількість сонячних годин доволі велика. За деякими даними, це число сягає 3000 годин сонячних годин на рік, що більше, ніж навіть на найбільш сонячному острові Хвар.

## Фауна і флора
Найпоширенішою є середземноморська флора, чагарники, підліски, маквіси і прибережні вічнозелені ліси кам'яного дуба і сосни.
У водах уздовж берегів селища можна знайти колонії морської трави Posidonia і взятий під охорону вид двостулкових періска, яка трапляється тільки в чистій воді.
У західній частині півострова Пелєшаць, в околицях Ловішта, досі зустрічається більш ніж 100 видів птахів. З інших видів тварин найвідоміші це шакал (лат. Canis aureus), мангустові (лат. Mungos mungo), ліскулька (лат. Myoxus glis), заєць (лат. Lepus europaeus), дика свиня (лат. Sus scrofa), жовтопузик (лат. Pseudopus apus), чорний дрізд (лат. Turdus merula), жаба зелена (лат. Bufo viridis), середземноморський мартин (лат. Larus audouinii) і пугач (лат. Bubo bubo).

## Населення
Населення за даними перепису 2011 року становило 228 осіб.
Динаміка чисельності населення поселення: